# Руджиноаса (Бузеу)
Руджиноаса (рум. Ruginoasa) — село у повіті Бузеу в Румунії. Входить до складу комуни Бреєшть.
Село розташоване на відстані 114 км на північ від Бухареста, 40 км на північний захід від Бузеу, 120 км на захід від Галаца, 72 км на схід від Брашова.

## Населення
За даними перепису населення 2002 року у селі проживали 104 особи, усі — румуни. Усі жителі села рідною мовою назвали румунську.